# Слободан Трифунович
Слободан Трифунович (3 лютого 1956) — югославський ватерполіст.
Срібний призер Олімпійських Ігор 1980 року.
Срібний призер Чемпіонату Європи з водного поло 1977 року.
Переможець Середземноморських ігор 1979 року.